# 乔瓦尼·卡拉布雷塞
乔瓦尼·卡拉布雷塞（義大利語：Giovanni Calabrese，1966年10月30日—），意大利男子赛艇运动员。他曾代表意大利参加1988年、1996年和2000年夏季奥林匹克运动会赛艇比赛，获得一枚铜牌。